# Kryptobaatar
Genre
Kryptobaatar est un genre fossile de petits mammifères de l'ordre des multituberculés, un groupe mal connu disparu à l'Oligocène. Il a été découvert dans le Crétacé supérieur de Mongolie.
L'espèce type, Kryptobaatar dashzevegi, a été décrite en 1970 par Zofia Kielan-Jaworowska. 

## Étymologie
Du grec ancien « kryptos », caché, et du mongol « baatar », héros ou athlète.

## Datation

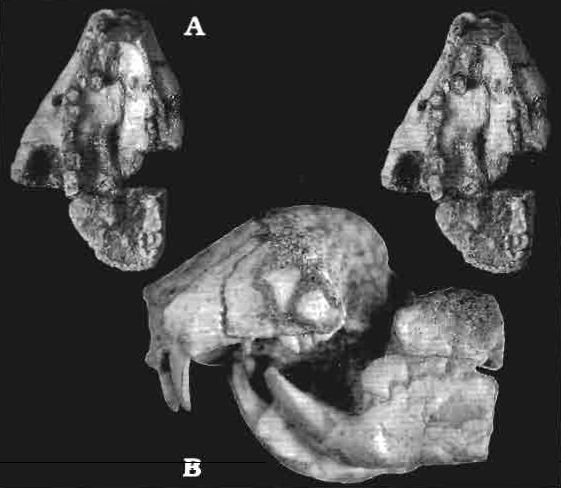
Vues du crâne de Kryptobaatar dashzevegi.
Longueur du crâne environ 3 centimètres.

Les fossiles de Kryptobaatar proviennent des sédiments de la formation de Djadokhta située dans le bassin de Nemegt dans le Sud de la Mongolie. Cette formation qui date de la fin du Crétacé supérieur serait plus précisément d’âge Campanien supérieur, c'est-à-dire il y a environ entre 80 et 72 Ma (millions d'années).

## Liste des espèces
Selon GBIF (23 février 2024) :
- † Kryptobaatar dashzevegi Kielan-Jaworowska, 1969
- † Kryptobaatar mandahuensis Smith et al., 2001

## Classification
Le nom valide complet (avec auteur) de ce taxon est Kryptobaatar Kielan-Jaworowska, 1970.
Kryptobaatar a pour synonymes :
- Gobibaatar Carroll, 1988
- Gobibaatar Kielan-Jaworowska, 1970
- Tugrigbaatar Kielan-Jaworowska & Dashzeveg, 1978